# Shahrestān-e Sarbīsheh
Shahrestān-e Sarbīsheh (persiska: شهرستان سربيشه, سربيشه) är en delprovins (shahrestan) i Iran.   Den ligger i provinsen Sydkhorasan, i den östra delen av landet, 900 km öster om huvudstaden Teheran.
Delprovinsen hade 40 959 invånare 2016.